# Cécile Renault

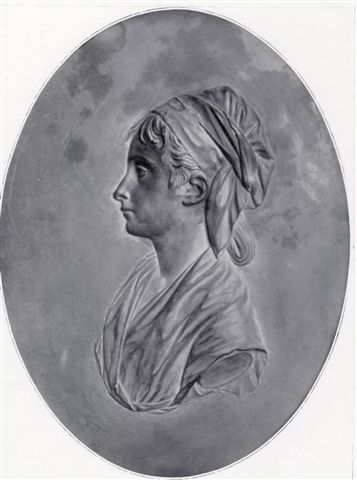
Cécile Renault

Die Verhaftung von Cécilie Renaud [sic] am 22. Mai 1794 vor der Wohnung von Robespierre in der Rue (Saint) Honoré. Die beiden ersten Fenster links über dem Vorbau gehören zu Robespierres Räumen, in denen er von Juli 1791 an bis zu seinem Tode gewohnt hat. Rechts auf dem Bild im Hintergrund sind die Gesellen des Tischlers Maurice Duplay beim Arbeiten zu sehen. Stich von Matthias Gottfried Eichler aus dem Jahre 1816 nach einer Zeichnung von Jean Duplessis-Bertaux

Cécile Renault (* 1774 in Paris; † 17. Juni 1794 in Paris) ist eine historische Figur der Französischen Revolution. Sie wurde wegen eines angeblichen versuchten Attentats auf Maximilien de Robespierre zum Tode verurteilt und guillotiniert.
Ob Cécile Renault diesen Anschlag wirklich vorhatte, ist ungeklärt. Fest steht, dass sie am 22. Mai 1794 vor der Wohnung Robespierres um Einlass bat. Als sie gefragt wurde, was sie bei Robespierre suche, antwortete sie, dass sie sehen wolle, „wie ein Tyrann aussieht“. In ihren Utensilien wurde ein kleines Federmesser gefunden. Dies reichte zur Zeit der Schreckensherrschaft in der Französischen Revolution für ein Todesurteil.
Sie wurde am 17. Juni 1794 in einem roten Hemd zum Schafott gefahren. Diese Kleidung gilt als das Zeichen der Vatermörder. Die Anweisung zu dieser Maßnahme, die Robespierre beim Volk in Verruf bringen sollte, kam direkt vom Sicherheitsausschuss, in dem die Gegner Robespierres, der Mitglied des Wohlfahrtsausschusses war, die Mehrheit hatten.
Laut der Augsburgischen Postzeitung wurde neben ihrem 82-jährigen Vater als Mitschuldigem auch die ganze Familie dieses jungen Mädchens, zwei Tanten, die früher Nonnen gewesen, alle ihre Verwandte, im Ganzen achtzehn an der Zahl […] mit ihr hingerichtet. Darunter waren acht Frauen, Mütter und Töchter, alle umarmten sich, und sprachen sich unter einander Mut ein. Nur ihre beiden Brüder kamen mit dem Leben davon; sie befanden sich bei der Armee, wo ihre Vorgesetzten ihnen Gelegenheit gaben, aus der Haft zu entspringen.